# Бобулова, Барбора
Барбора Бобулова (словац. Barbora Bobuľová; род. 29 апреля 1974, Мартин, ЧССР, ныне Словакия) — итальянская киноактриса словацкого происхождения. Лауреат Премии «Давид ди Донателло» за лучшую женскую роль (2005).

## Биография
Родилась в 1974 году в Мартине, Чехословакия, ныне Словакия.
Актёрскую карьеру начала ещё в Чехословакии, дебютировав на экране ещё подростком в 1986 году, играя в основном в телефильмах.
В 1995 году окончила Национальную академию драмы в Братиславе.
С 1995 года она живёт и работает в основном в Италии, также участвуя в международных постановках.
Помимо родного словацкого, свободно владеет также чешским, итальянским и английским языками.
Замужем за итальянским ассистентом режиссёра Алессандро Казале. Актриса имеет двоих дочерей — Леа Казале (род. 2007) и Аниту Казале (род. 2008).

## Фестивали и награды
- Премия «Давид ди Донателло» в категории «За лучшую женскую роль» (2004), затем трижды номинировалась (2011, 2012, 2015)
- Art Film Fest — три приза: «Голубой ангел» (2004), актёрская награда (2013), специальное упоминание (2017).
- Фестиваль итальянского кино в Анси, Италия — приз «Лучшая актриса» La spettatrice (2004)

## Фильмография (выборочно)
В период с 1986 по 2022 год снялась в около 70 проектах, в том числе:
- 1988 — Пассажиры / Vlakári — Кайка
- 1993 — Танец любви и смерти / Tanec lásky a smrti (Словакия) — Миленка
- 1997 — Принц Гомбургский / Il principe di Homburg — Наталия
- 1998 — Упасть в любовь / Ecco fatto — Маргарита
- 2000 — Бедная Лиза / Poor Liza (Россия, США) — Лиза
- 2001 — Крестоносцы / Crociati — Рашель
- 2003 — Цитадель / La Cittadella — Кристин Бэрлоу
- 2004 — Сыворотка тщеславия / Il siero della vanità — Аццура Рисполи
- 2004 — Немой свидетель / La spettatrice — Валерия
- 2005 — Боль чужих сердец / Cuore sacro — Ирен
- 2008 — Коко Шанель / Coco Chanel — Коко Шанель
- 2008 — Кровь побеждённых / Il Sangue dei vinti — Анна Спада / Константина
- 2011 — Незрелые / Immaturi — Луиза Маймоне
- 2017 — Дива / Diva! — Валентина Кортезе
- 2018 — Все мои ночи / Tutte le mie notti — Вероника
- 2018 — Отель «Гагарин» / Hotel Gagarin — Валерия